# Friedrich C. Wagener
Friedrich C. Wagener war ein deutscher Fahrrad-Hersteller -Fahrschul-Unternehmer und Radrenn-Veranstalter sowie Kraftfahrzeug-Großhändler. Das Unternehmen mit Sitz in Hannover tat sich als Pionier des Automobilwesens in Norddeutschland hervor.

## Geschichte

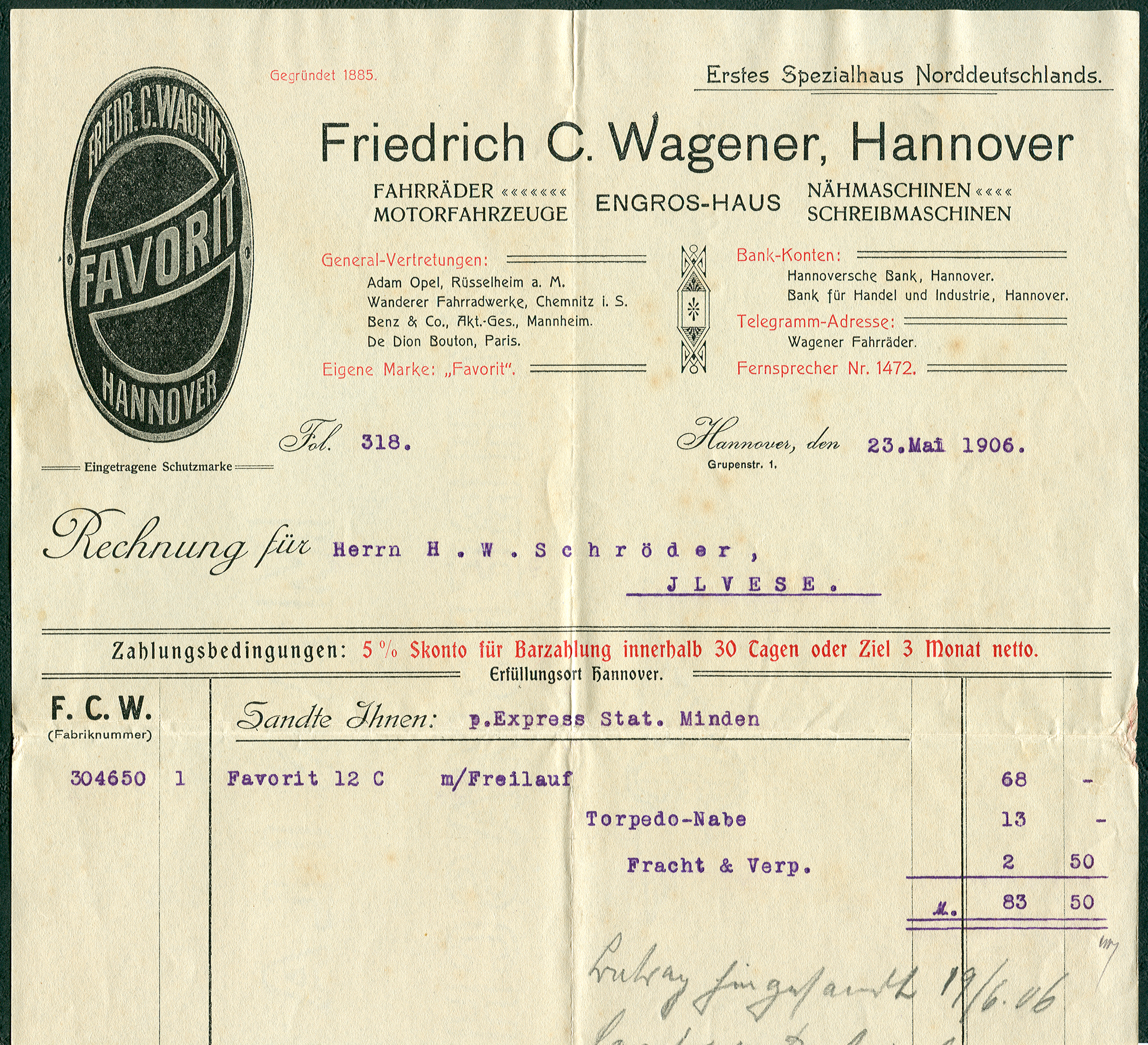
Briefkopf eines 1906 datierten Rechnungsvordruckes mit der Abbildung des als eingetragene Schutzmarke abgebildeten Fahrradschildes Favorit

Die Firma Friedrich C. Wagener wurde 1885 von dem Radsportler Carl Wagener in Hannover gegründet, der durch seine Präsenz auf sportlichen Veranstaltungen Ende des 19. Jahrhunderts rasch eine größere Bekanntheit und damit auch eine wachsende Kundschaft für seine Firma erwarb.
Nach rund vier Jahren seiner Geschäftstätigkeit übernahm Wagener 1889 „für größere Bezirke“ die Generalvertretungen für  Produkte anfänglicher Nähmaschinen-Produzenten wie Adam Opel, der Wanderer-Fahrradwerke später auch der Erzeugnisse von Benz & Co. sowie des Fahrzeugherstellers De Dion-Bouton. Insbesondere in der - preußischen - Provinz Hannover waren bald hunderte Vertreter Wageners auf Akquise.
1893 eröffnete Wagener auf dem Gelände des „schön gelegenen Wirtschaftsbetriebes“ Bella Vista eine Radfahrschule mit einer eigens dafür errichteten Übungsbahn, die Ende des 19. Jahrhunderts großen Zulauf erhielt.
Am 28. Februar 1896 richtete das Unternehmen das erste Radrennen in dem seinerzeit größten Saalbau in Hannover, im Nordstädter Gesellschaftshaus. Die Veranstaltung ging einher mit der Inbetriebnahme der ersten Winterbahn Deutschlands: Unter der sportlichen Leitung des Hauptkonsuls der Allgemeinen Radfahrer-Union, Carl Steinfeldt, und mit musikalischer Umrahmung der Kapelle des Ulanenregiments unter der Leitung des Stabstrompeters Hermann Fischer fuhren Sportler 100m-Bahn bis in die späten Abendstunden – „die Heizungsanlagen und das elektrische Licht funktionierten gut“ – bis zu 50 km lange Rennen. Einer der Sieger war Willy Arend.

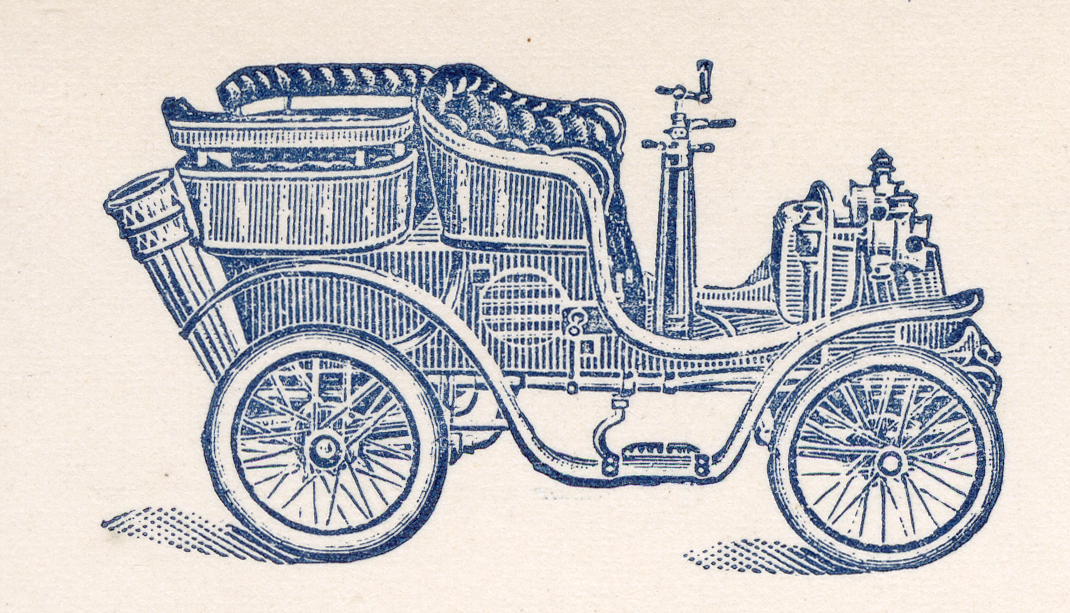
Luxus-Karosse auf einem Postkarten-Vordruck (Ausschnitt) von Wagener, um 1900

Seinen eigene Fahrrad-Produktion namens Favorit vertrieb Wagener Anfang des 20. Jahrhunderts als eingetragene Schutzmarke. Über die Eintragung beim Reichspatentamt standen unter der Nummer 58 482 zudem pneumatische Fahrraddecken und -schläuche unter dem Markennamen „Favorite-Pneumatik“ unter Schutz.
Zusätzlich zu der schon in Bella Vista während der Sommermonate betriebenen Fahrschule eröffnete Friedrich C. Wagener 1897 ein Winter-Radfahrschule im Neustädter Gesellschaftshaus.

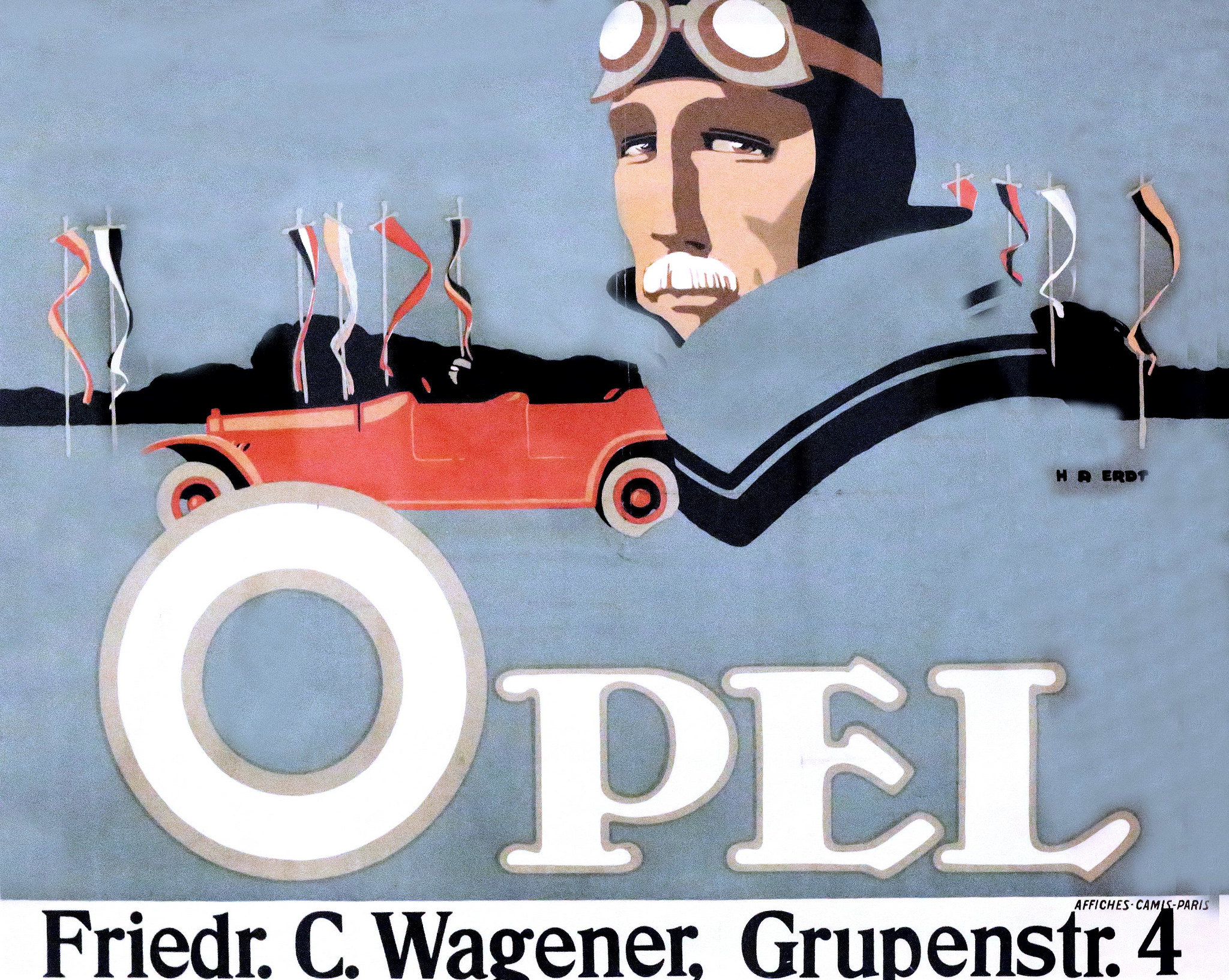
Plakat mit internationalem Anspruch für einen offenen Opel nach Entwurf des Grafikers Hans Rudi Erdt;
Zudruck mit Adressangabe „Grupenstr. 4“; Vielfarb-Lithografie von Affiches Camis, Paris, 1911

Die Kontakte zu Lieferanten war dergestalt, dass das „Engro-Unternehmen“ Wagener seinen gewerblichen Kunden 1905 schon Monate vor der Markteinführung von Opel-Nähmaschinen wie die „Central-Bobbin-Maschine“ oder die „Rundschiff H Nähmaschine mit Brille“ entsprechende Kataloge übersenden konnte.
Im April 1907 unter der Adresse Grupenstraße 19 ein 375 m² großes Verkaufslokal, in dem bis zu 20 Automobile ausgestellt werden konnten.
Zum 25-jährigen Geschäftsjubiläum bezog Wagener 1910 vergrößerte Geschäftsräume im Hause Grupenstraße 4, um dort auch eine eigene Reparaturwerkstatt sowie ein Warenlager zu unterhalten.
Im Ersten Weltkrieg wurde Wageners Sohn Oscar Wagener 1915 bei einer Etappen-Inspektion an der Ostfront mit dem Eisernen Kreuz 2. Klasse ausgezeichnet.
Zu Beginn der Weimarer Republik nahm insbesondere das Automobilgeschäfte erheblich zu. Daher kaufte Carl Wagener kurz vor dem Höhepunkt der Deutschen Hyperinflation im Jahr 1922 das älteste Bürgerhaus Hannovers, das zuvor vom Residenztheater genutzte Gebäude in der Marktstraße 46 / 47. Den Fachwerkbau ließ er zu einer Großgarage mit Platz für 150 Automobile mit angeschlossener Reparaturwerkstatt umbauen. Nach jahrelangem Umbau kam die Eröffnung „dieses größten Unternehmens“ seiner Art in Hannover im März 1924 einem Großereignis gleich.
Kurz zuvor war zum 1. Januar 1924 Wageners Sohn Oscar als Teilhaber in das Unternehmen eingetreten. Im Sommer 1925 eröffnete der älteste Sohn mit der Firma Dr. Wilhelm Wagener ein Tochterunternehmen mit neuzeitlicher Ausstattung „an allererster Lage“ unter der Adresse Georgstraße 27.
Mitte der 1920er Jahre beging Friedrich C. Wagner am 15. März 1925 sein 40-jähriges Geschäftsjubiläum, an dem neben Vertretern seiner Branche auch zahlreiche Repräsentanten aus den entsprechenden Sportverbänden teilnahmen.
Wenige Jahre vor der Höhepunkt der ersten Weltwirtschaftskrise war die Firma Friedrich C. Wagener mit ihren drei Betrieben und mehr als 70 Angestellten und Arbeitern zu einem der größten und bekanntesten Unternehmen seiner Branche aufgestiegen.